# Lithiumperxenat
Lithiumperxenat ist eine anorganische Verbindung aus der Gruppe der Perxenate.

## Herstellung
Lithiumperxenat kann hergestellt werden, indem Lithiumhydroxid zunächst mit Kaliumpermanganat aufgereinigt und dann mit Xenontrioxid umgesetzt wird. Dabei tritt unter anderem eine Disproportionierung von Xenon(VI) zu Xenon(IV) und Xenon(VIII) auf. Daneben treten weitere Nebenreaktionen auf, die unter anderem auch zur Freisetzung von elementarem Xenon führen.